# Saint-Aubin-de-Branne
Saint-Aubin-de-Branne è un comune francese di 368 abitanti situato nel dipartimento della Gironda nella regione della Nuova Aquitania.

## Società

### Evoluzione demografica
Abitanti censiti